# 短苞小檗
短苞小檗（学名：Berberis sherriffii）是小檗科小檗属的植物，是中国的特有植物。分布于中国大陆的西藏等地，生长于海拔2,000米至3,300米的地区，多生在林缘，目前尚未由人工引种栽培。